# Josu de Solaun
Josu de Solaun Soto (Valencia, 27 de octubre de 1981) es un pianista de música clásica español-estadounidense. También es un improvisador libre de piano solo, tocando recitales de piano improvisado solo, así como un poeta y compositor publicado. Tiene ciudadanía tanto de España como de Estados Unidos. En 2019, Klaus Iohannis, presidente de Rumania, le otorgó el título de Oficial de Mérito Cultural, una condecoración estatal. Tanto en 2021 (categoría de música de cámara) como en 2023 (categoría de mejor solista) recibió un premio International Classical Music Awards (ICMA).

## Biografía
Es ganador del Primer Premio en el XIII Concurso Internacional de Piano George Enescu, el Primer Premio en el I Concurso Internacional de Piano de la Unión Europea celebrado en Praga, y el Primer Gran Premio en el XV Concurso Internacional de Piano José Iturbi. Es el primer y único pianista de España que ha obtenido los codiciados premios en los más de 30 y 50 años de su existencia (los Concursos Iturbi y Enescu, fundados en 1981 y 1958). De 1999 a 2019, residió en Estados Unidos, hasta 2014 en la ciudad de Nueva York, y es graduado de la Escuela de Música de Manhattan, de la cual tiene una Licenciatura en Música, Maestría en Música y Doctorado en Artes Musicales, y donde su principal los profesores fueron Nina Svetlánova y Horacio Gutiérrez. Estudió música de cámara con el violinista Isidore Cohen. De 2014 a 2018, fue profesor de piano en la Universidad Estatal Sam Houston. Desde 2019, reside en Madrid, España. En España, hasta los 17 años, su principal maestra fue la pianista mexicana María Teresa Naranjo Ochoa.
Ha actuado como solista con orquestas como la Orquesta del Teatro Mariinski, Orquesta de Cámara de Moscú, Orquesta Filarmónica della Fenice, Orquesta Filarmónica George Enescu, Orquesta Sinfónica Nacional de Colombia, Orquesta de Concierto RTÉ, Orquesta Filarmónica de Ploiești, Orquesta Filarmónica Janáček, Orquesta Filarmónica de la Ciudad de México, Orquesta Sinfónica de RTVE, Orquesta Filarmónica del Estado de Moldavia, Filarmónica Banatul de Timișoara, Orquesta Sinfónica de Galicia, Orquesta de Valencia, Orquesta Sinfónica de Sioux City, y bajo la dirección de directores como Justus Frantz, Rumon Gamba, Gheorghe Costin, JoAnn Falletta, Constantine Orbelian, Ilarion Ionescu-Galaţi, Christian Badea, Theodore Kuchar, Paul Daniel, Yaron Traub, Alexis Soriano, Miguel Ángel Gómez Martínez y Ramón Tebar.

## Grabaciones
Ha grabado para Naxos Records, Audite e IBS Classical, incluidas las obras completas para piano de George Enescu.

## Premios
| Año  | Concursos                                                                               | Posición    |
| ---- | --------------------------------------------------------------------------------------- | ----------- |
| 2006 | XV Concurso Internacional de Piano José Iturbi (Valencia, España)                       | 1.er premio |
| 2009 | Audiciones Internacionales del Young Concert Artists (YCA) (Nueva York, Estados Unidos) | 2.º premio  |
| 2009 | I Concurso de Piano de la Unión Europea (Praga/Ostrava, República Checa)                | 1.er premio |
| 2013 | VII Concurso Internacional de Piano de Iowa (Sioux City, Iowa, Estados Unidos)          | 2.º premio  |
| 2014 | XIII Concurso Internacional de Piano George Enescu (Bucarest, Rumania)                  | 1.er premio |